# Авроров, Павел Петрович
Павел Петрович Авроров (5 (17) января 1870, погост Архидиаконский, Владимирская губерния — 18 июля 1940, Краснодар) — патофизиолог, профессор кафедры общей патологии Томского государственного университета.

## Биография
Родился 5 (17) января 1870 года в семье священника Петра Осиповича Авророва муж  (1838—?) и Марии Матвеевны (в девичестве Архидиаконской). В семье было восемь детей, в их числе врачи: Алексей Петрович, Василий Петрович, Евдокия Петровна, Иван Петрович, Фёдор Петрович.
В 1884 году, по окончании Шуйского духовного училища, поступил во Владимирскую духовную семинарию, которую окончил в 1890 году. Отец, Пётр Осипович Авроров, окончил Владимирскую духовную семинарию в 1858 году. Затем в ней учились его сыновья. Сын Иван в 1896 году отправился для продолжения образования в Санкт-Петербургскую академию, но другие сыновья не захотели продолжать священническую династию семьи: Фёдор стал учителем в Вязниковском уезде; Павел стал студентом медицинского факультета Томского университета, который с отличием окончил в 1895 году, получив степень лекаря; Василий также учился на медицинском факультете Томского университета и работал врачом на Восточно-китайской железной дороге; Алексей учился на медицинском факультете Юрьевского университета.
В январе 1896 года был зачислен в Медицинский департамент МВД Российской империи, став сверхштатным младшим медицинским чиновником — был откомандирован к Военно-медицинскую академию (ВМА) «для научно-практического усовершенствования». Стал и. д. прозектора на кафедре общей патологии академии. В 1900 году защитил диссертацию «Обмен веществ и развитие энергии в организме при полном голодании» (СПб., 1900. - 190 с.), выполненную в лаборатории общей патологии профессора П. М. Альбицкого. Был утверждён в должности прозектора, а два года спустя — был избран приват-доцентом на кафедре общей патологии; читал курс общей патологии.
В 1904 году, после смерти профессора Д. И. Тимофеевского, Авроров был избран экстраординарным профессором по кафедре общей патологии Томского университета, а в 1908 году — ординарным профессором; читал курс общей патологии и возглавлял кафедру до 1922 года. Являлся одним из первых профессоров университета из числа его выпускников. В 1913—1915 годах, а затем повторно в 1917—1920 гг., состоял деканом медицинского факультета университета, а с декабря 1916 по май 1917 год временно исполнял обязанности проректора.
У Павла Петровича Авророва было четверо детей. Трое стали врачами: Вера Павловна, Ольга Павловна, Владимир Павлович.

## Архивные источники
- Российский государственный исторический архив (РГИА). Ф. 733. — Оп. 156. — Д. 586;
- Государственный архив Томской области (ГАТО). Ф. 102. — Оп. 1. — Д. 888;
- ГАТО. Ф. 102. — Оп. 2. — Д. 26;
- ГАТО. Ф. 102. — Оп. 9. — Д. 34;